# الطريق السريع 60 (إسرائيل)

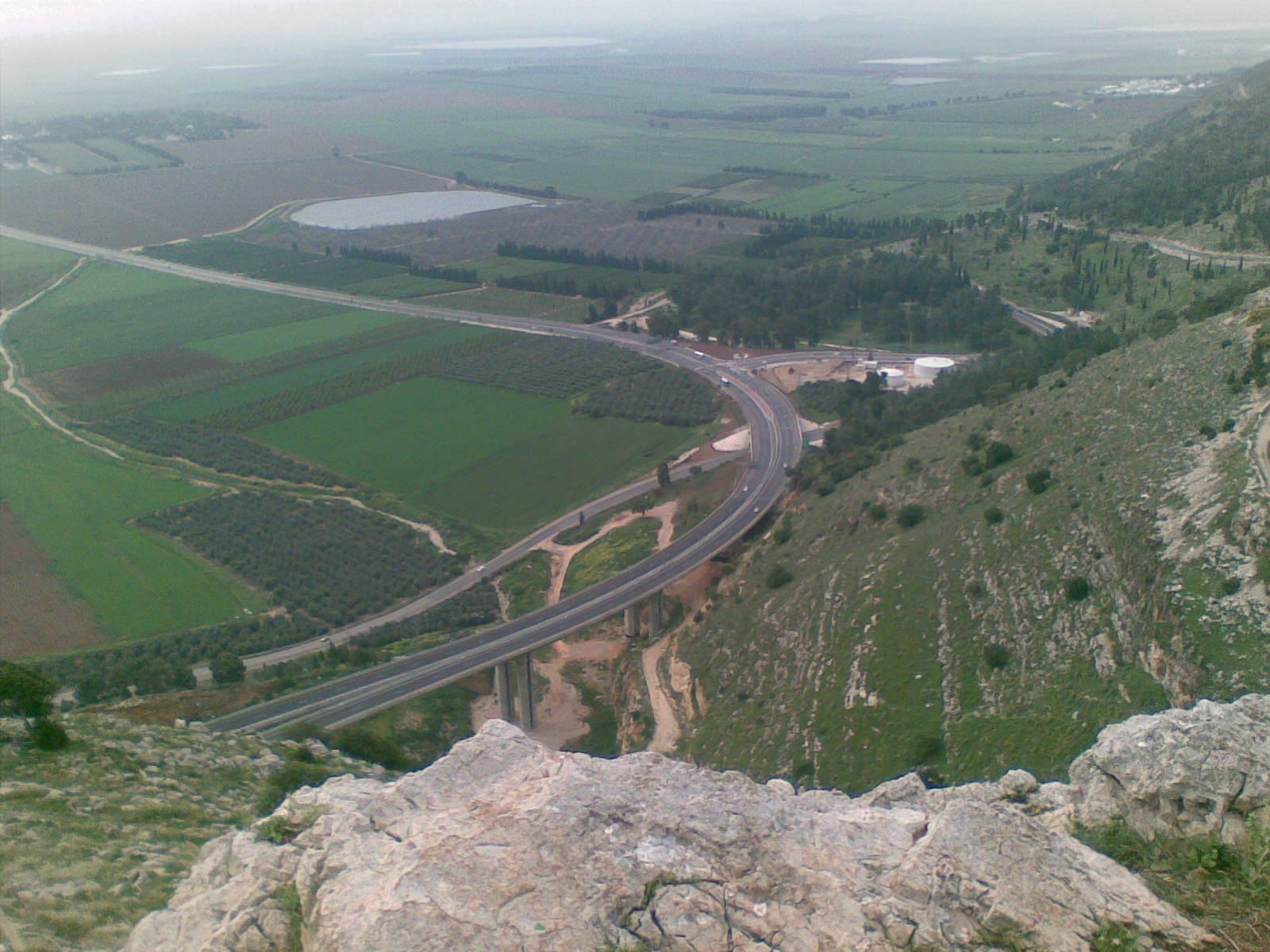
الطريق بين الناصرة والعفولة

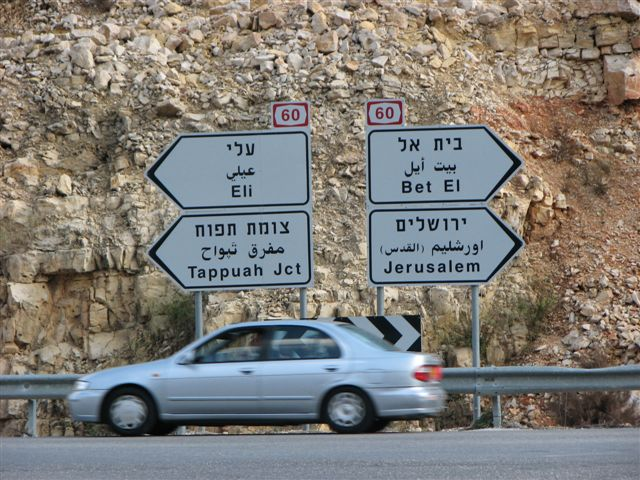

طريق شارع  60 وتلفظ كبيش 60 أحد طرق الضفة الغربية وفلسطين المحتلة ويربط ما بين مدينة السبع جنوبا حتى مدينة الناصرة شمالا ومعظم الطريق يمر بمناطق الضفة الغربية كالخليل وبيت لحم والقدس ورام الله وجنين وجزء من الطريق الواصل بين العفولة والناصرة اسس بين اعوام 1920 - 1921 وفي خلال الانتفاضة الثانية وقعت العديد من العمليات على طول الطريق وهو يربط بالاساس المستوطنات بالضفة الغربية بعضها ببعض دون الحاجة للدخول بالمدن والقرى الفلسطينية الطريق يقسم إلى قسمين الأول يبدأ من بئر السبع حتى سهل عرابة والثاني يبدأ من الخط الأخضر حتى مدينة الناصرة

## شارع بيت لحم الالتفافي

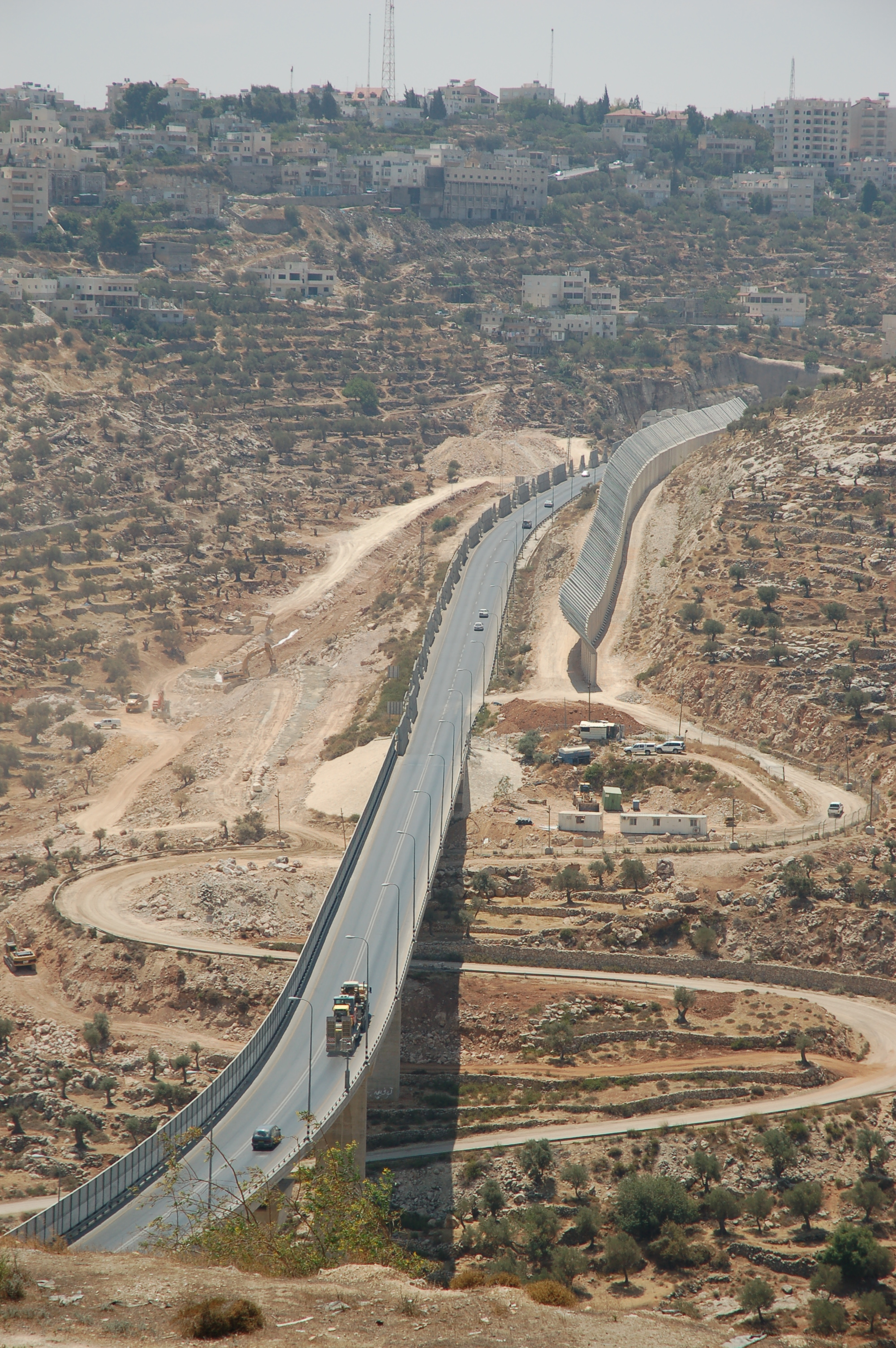
جزء من الطريق في منطقة بيت جالا

الطريق معبدة منذ عام 1996 بعد التوقيع على اتفاقية أوسلو، وذلك كجزء من بناء الطرق الالتفافية إلى المدن الفلسطينية في الضفة الغربية ويوجد هناك نفقين أحدهما بين مستوطنة جيلو ومدينة بيت جالا وبعد اندلاع انتفاضة الأقصى قامت قوات الاحتلال الإسرائيلية ببناء الجدران الخرسانية على الجسر

## طريق جبل القفزة
يبلغ طول طريق جبل القفزة هو ستة كيلومترات وافتتح في 19 نوفمبر 2008 وهو يتجاوز مقطع متعرج حاد جاء إلى الناصرة بتكلفة 365 مليون شيكل أي قرابة 90 مليون دولار أمريكي

## الخطط المستقبلية
بسبب الموقع الاستراتيجي للطريق تقوم شركة الطرق الوطنية الإسرائيلية لرفع مستوى الطريق بين القدس وبئر السبع ولهذا الغرض في هذه الأيام 2013 تتم التجديدات والتوسع إلى قطاعات معينة من الطريق حيث تقوم على عمل مسربين في كل اتجاه، وتتم تسوية المداخل والمخارج في هذا الجزء من الطريق

## الصور

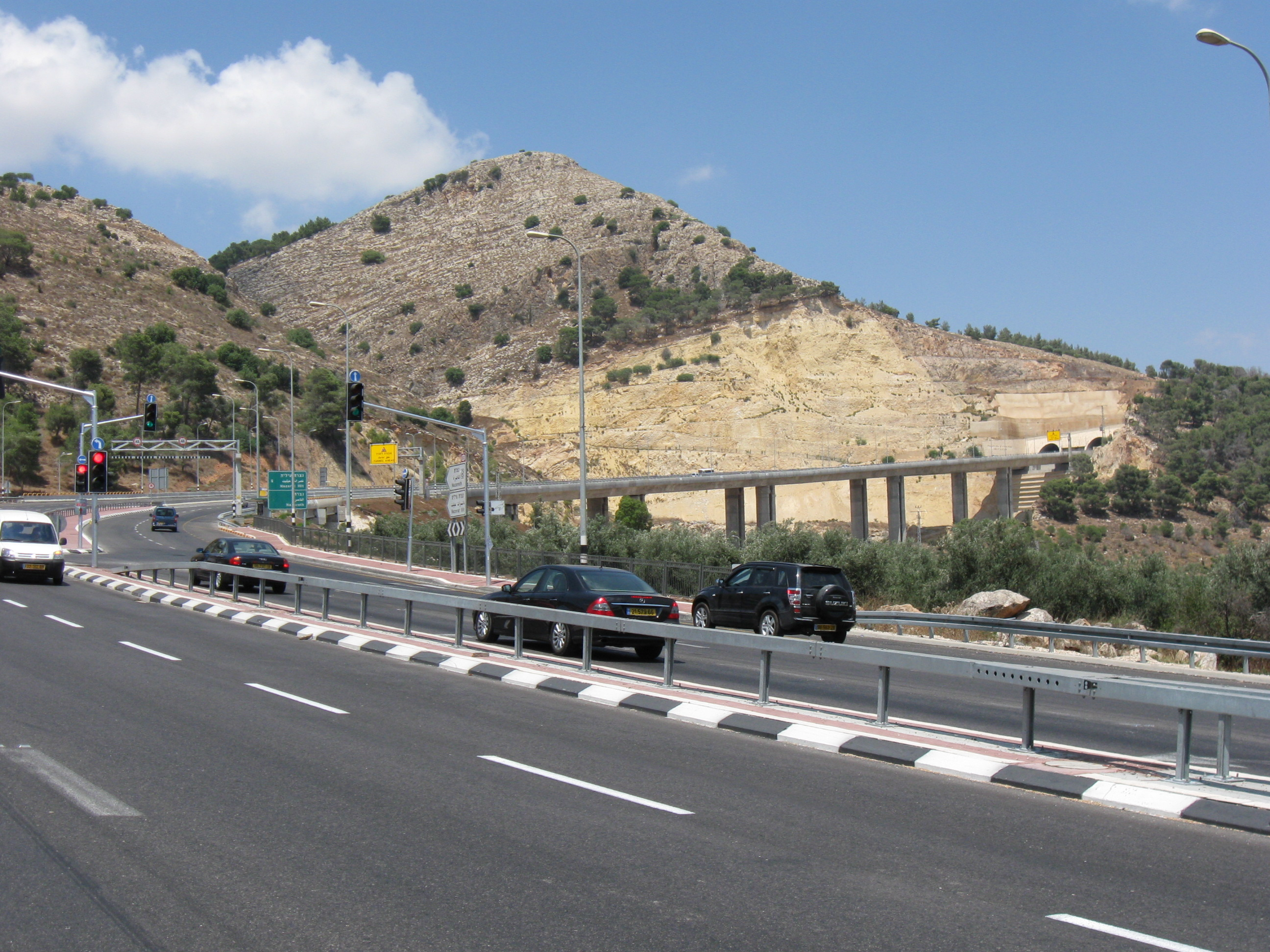
جسر في منطقة جبل القفزة الناصرة
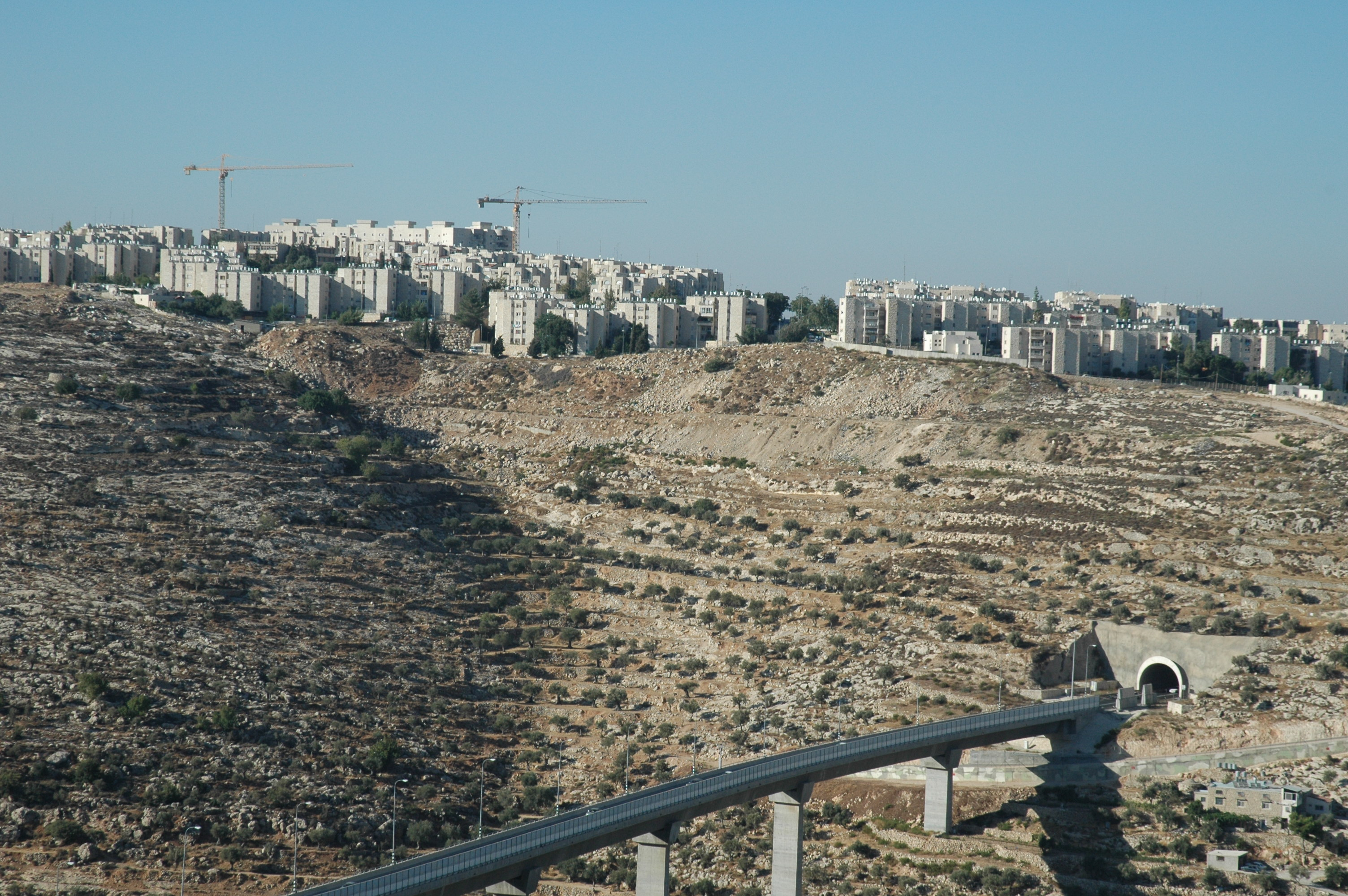
في منطقة غوش عتصيون
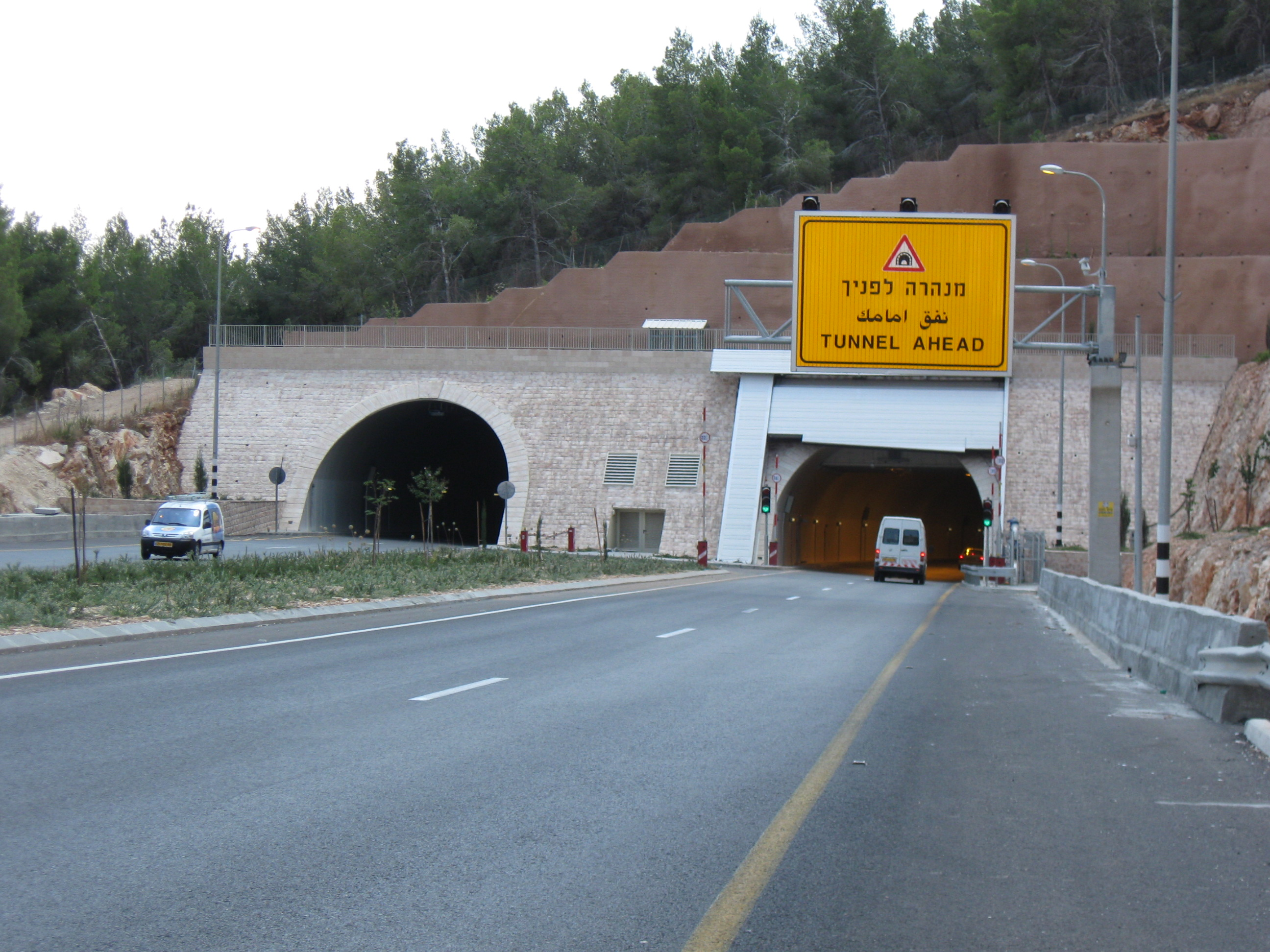
في منطقة الناصرة